# 1st Street (Los Angeles)
1st Street – arteria w Los Angeles i East Los Angeles, biegnąca ze wschodu na zachód. Ulica służy jako separator między regionami pocztowymi i jest jedną z ulic, które biegną z East Los Angeles do West Los Angeles, po drodze przecinając rzekę Los Angeles. Mimo że ulica służy głównie jako główna arteria drogowa biegnąca na wschód od Downtown Los Angeles, to jej odcinek biegnący na zachód od tej dzielnicy biegnie przez dzielnice mieszkalne.

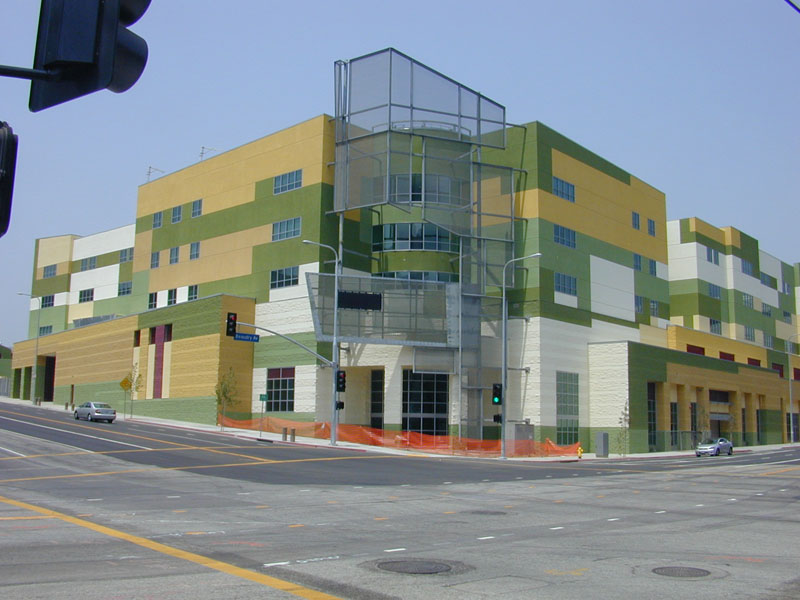
Edward R. Roybal Learning Center w Downtown Los Angeles

Odcinek 1st Street o długości ok. półtora kilometra, biegnący między ulicami Hoover Street i Glendale Boulevard biegnie współbieżnie z ulicą Beverly Boulevard.

## Transport
Wzdłuż wschodniego odcinka 1st Street, między ulicami Alameda Street i Indiana Street, biegnie złota linia metra w Los Angeles; wzdłuż tej linii metra znajdują się stacje Little Tokyo/Arts District, Pico/Aliso, Mariachi Plaza, Soto i Indiana. Wzdłuż zachodniego odcinka 1st Street biegnie linia nr 14 Metro Local, natomiast wzdłuż jego wschodniego odcinka biegnie linia nr 30 Metro Local.

## Znane miejsca
- Beverly Center (przy zachodnim krańcu 1st Street)
- siedziba telewizji CBS w West Coast
- Walt Disney Concert Hall
- Grand Park
- Los Angeles City Hall
- Caltrans District 7 Headquarters
- Little Tokyo
- Mariachi Plaza